# Anisogomphus bivittatus
Anisogomphus bivittatus – gatunek ważki z rodziny gadziogłówkowatych (Gomphidae).